# Шпак-малюк ренельський
Шпак-малю́к ренельський (Aplonis insularis) — вид горобцеподібних птахів родини шпакових (Sturnidae). Ендемік Соломонових Островів.

## Опис
Довжина птаха становить 19 см. Дослослі птахи мають повністю чорне забарвлення з синіми і зеленими металевими відблисками. Хвіст короктий, дзьоб міцний, дещо вигнутий, очі жовтувато-оранжеві. Молода птахи мають темно-сіро-коричневе забарвлення і світло-карі очі.

## Поширення і екологія
Ренельські шпаки-малюки є ендеміками острова Ренелл. Вони живуть у вологих рівнинних тропічних лісах.